# White Light (George Michael)
White Light è un singolo di George Michael, pubblicato il 2 luglio 2012. La canzone è stata presentata dal vivo (con Freedom! '90) durante la cerimonia di chiusura delle Olimpiadi di Londra 2012.

## Tracce
1. White Light – 4:35
2. Song to the Siren (cover di Tim Buckley) – 3:33
3. White Light (Voodoo Sonics Remix) – 6:58
4. White Light (Kinky Roland Remix) – 6:47

## Classifiche
| Classifica (2012) | Posizione massima |
| ----------------- | ----------------- |
| Austria           | 53                |
| Belgio (Fiandre)  | 50                |
| Belgio (Vallonia) | 82                |
| Francia           | 73                |
| Germania          | 21                |
| Italia            | 17                |
| Paesi Bassi       | 6                 |
| Regno Unito       | 15                |
| Spagna            | 35                |
| Svizzera          | 34                |